# 都知监
都知监是明朝内廷管理宦官与宫内事务的“十二监”之一。原執掌内府各监方移、一应关支勘合，后淪為清道開路，隨随驾前导警跸的“下下衙門”。

## 官制[2]
- 掌印太监，一员；
- 佥书，无定员；
- 掌司，无定员；
- 长随，无定员；
- 奉御，无定员。

## 發展歷史
都知监始设于洪武三十年（1398年）七月，在十二监中置立最晚。其发展经历两个阶段，由早期的重要部门到后期的可有可无。“都知”之名沿襲宋代，為宦官的最高等級。
都知监“掌内府各监方移、一应关支勘合”，初設實朱元璋分割内官监、司礼监的权力，避免內府某一機構權力過重。
自明宣宗起，司礼监崛起。都知监掌管各监文移、关支勘合的職能被禠夺，造成地位的沦丧。嘉靖中期尽数裁撤镇守内官，造成了对都知监最为致命的打击。使其僅剩“引導並為皇帝車駕清道开路”的職能。明末宦官劉若愚在《酌中志》中評價都知监為：“甚不显贵”、“极寒苦”、“下下衙门”。

## 明历代都知监太监
- 洪武：
- 永乐：李谦、杨庆
- 宣德：洪保、亦失哈、阮山
- 正统：萧保、郝宁、姚铎
- 景泰：潘成[6]、阮忠
- 天顺：罗珪、黎义
- 成化：弓胜、崔寿
- 弘治：赵宽[7]
- 正德：
- 嘉靖：马腾
- 隆庆：
- 万历：
- 泰昌：
- 天启：
- 崇祯：